# Jin (dialekt)

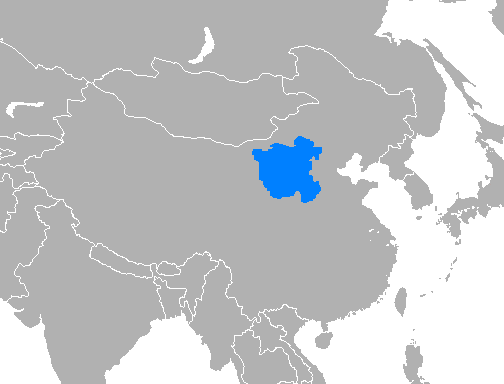
Jin-dialektens utbredningsområde i Kina.

Jin (晋) eller Jinyu (晋语) är en kinesisk dialektgrupp som talas av omkring 45 miljoner människor framförallt i provinsen Shanxi, men också i delar av Inre Mongoliet och angränsande områden i Shaanxi, Henan och Hebei. 
Jin har traditionellt räknats som en variant av nordkinesiska, mandarin, men räknas nu oftare som en egen dialekt. Räknat som eget språk är det världens 26:e största.
Ett för jin utmärkande drag är mängden sammandragningar av två tecken/ord till ett. Det är ett fenomen som förekommer även i standardkinesiska, men inte i lika hög grad.